# هاري أرندت
هاري أرندت (بالإنجليزية: Harry Arndt)‏ هو لاعب كرة قاعدة أمريكي، ولد في 12 فبراير 1879 في ساوث بند في الولايات المتحدة، وتوفي بنفس المكان في 25 مارس 1921.

## وصلات خارجية
- هاري أرندت على موقعبيزبول رفرنس.كوم (الدوري الرئيسي) (الإنجليزية)
- هاري أرندت على موقعبيزبول رفرنس.كوم (الدوري الثانوي) (الإنجليزية)